# Meteorium imbricatum
Meteorium imbricatum là một loài Rêu trong họ Meteoriaceae. Loài này được (P. Beauv.) Mitt. mô tả khoa học đầu tiên năm 1863.